# Kari Uotila
Kari Antero Uotila (né le 4 janvier 1955 à Pertunmaa en Savonie du Sud en Finlande) est un homme politique finlandais.

## Carrière
En 1995, il est élu sous la bannière de l'Alliance de gauche dans la Circonscription d'Uusimaa. D'avril 1995 à mars 1999, il est député membre du comité de finance, puis d'avril 1999 à mars 2007, et depuis mai 2011, il est membre du même comité. En avril 1995, il est député membre du comité de commerce. D'avril 1995 à mars 1999, il est membre du comité d’éducation et de culture. De novembre 1996 à mars 1999, il est membre du grand comité, puis d'avril 1999 à mars 2000, il est député membre de ce même comité. De mars à octobre 2000, il redevient membre du comité, puis, jusqu'en juin 2002, il est de nouveau député membre. De juin 2006 à mars 2007, il est de nouveau membre du Grand comité avec de redevenir député membre de septembre 2008 à avril 2011. Il est membre du sous-comité de communication d'avril 2003 à avril 2007, puis depuis septembre 2011. Il siège du sous-comité de logement et de l'environnement d'avril 2003 à mars 2007, puis membre additionnel de septembre 2011 à avril 2015, où il redevient membre. Uotila est membre du comité de vérification de septembre 2008 à avril 2011. Il est député membre du comité pour le futur de septembre 2008 à avril 2011. De septembre 2009 à avril 2015, il est membre du comité légal. De septembre 2011 à avril 2015, puis depuis septembre 2015, il est membre du sous-comité sur le taxes. Il est membre du sous-comité pour l'emploi et l'économie de septembre 2011 à avril 2015. Il est membre du sous-comité à l'éducation et du sous-comité à l'agriculture et à la science depuis septembre 2015.
Uotila est membre électeur de mars 1995 à mars 1999. Il est membre du conseil de supervision parlementaire d'avril 1999 à avril 2003. Il est second député membre comme administrateur parlementaire à la Banque de Finlande d'avril 1999 à février 2000. Il est député membre de la délégation finlandaise au Conseil nordique de septembre 2008 à avril 2011. Il est membre du groupe finlandais à Union interparlementaire de septembre 2011 à avril 2015, puis depuis juin 2015.